# Xanthocampoplex taiwanensis
Xanthocampoplex taiwanensis är en stekelart som beskrevs av Gupta 1973. Xanthocampoplex taiwanensis ingår i släktet Xanthocampoplex och familjen brokparasitsteklar. Inga underarter finns listade i Catalogue of Life.